# 신정균 (영화 감독)
신정균(申正均, 1963년 5월 12일~)은 대한민국의 영화 감독이다. 서울 중구 신당동 출생으로, 미국 LA 유학 시절의 영어 이름은 프랜시스코 사이먼 신(Francisco Simon Shin)이다.

## 생애

### 출생과 가족 관계
본관은 평산(平山)이며 서울 중구 신당동에서 출생하였고 지난날 한때 경기도 시흥군 과천면을 거쳐 경기도 시흥군 시흥읍에서 잠시 유아기를 보낸 적이 있는 그는 1968년 이후 서울에서 성장하였다.
그는 영화감독 신상옥(申相玉)과 영화배우 최은희(崔銀姬)의 2남 3녀 중 장남이자 둘째이며, 생부는 신상옥의 사촌 아우 신태진(申泰鎭)이다.

### 데뷔
1980년 연극배우로 첫 데뷔하였고 1983년 영화 《0시의 호텔》로 영화 스크립터 감독 데뷔하였다.

### 학력
- 대한민국 경기도 안양영화예술고등학교 연극영화학과 졸업(1982년 2월)
- 미국 캘리포니아 주 로스 앤젤레스 Hollywood Columbia College 영화학과 중퇴(1990년 8월)

### 주요 경력
- 1980년 연극배우 첫 데뷔.
- 1983년 연극배우를 은퇴.
- 1983년 영화 《0시의 호텔》로 영화 스크립터 감독 데뷔.
- 1985년 영화 《야훼의 딸》로 영화 조감독 데뷔.
- 1999년 영화 《깡패수업 2》로 영화 미술감독 데뷔.
- 1999년 영화 《삼양동 정육점》으로 영화감독, 영화 각색가 데뷔.
- 2000년 영화 《스무살(빨간 마후라)》을 감독, 이 영화로 영화제작자 데뷔.
- 2010년 연극 《탬버린 보이(Tambourine boy)》로 연극감독 겸 연극연출가 데뷔.
- 2011년 뮤지컬 《창공에 사는 우리의 빨간 머플러》로 뮤지컬 연출가 겸 뮤지컬 감독 데뷔.

### 이외 이력
- 서울예술대학 영화학과 겸임교수(2000년 8월~2001년 2월)
- 동아방송대학 무대영상연출학과 객원교수(2001년 2월~2001년 8월)
- 동국대학교 연극영화학과 겸임교수(2002년 8월~2003년 2월)
- 용인대학교 연극학과 객원교수(2005년 8월~2006년 2월)

## 출연작

### 연극
- 1980년 《햄릿》 ... 오즈리크 역(단역)
- 1981년 《붉은 산》 ... 삵이 정익호 역(주인공)
- 1981년 《딸부잣집》 ... 이갑룡[10] 역(주연)